# КК Дубровник
КК Дубровник је хрватски кошаркашки клуб из Дубровника.

## Историја
Клуб је основан 1946. године а утакмице је играо на кошаркашком игралишту „У Кармену”. Тим је Прву лигу изборио тек током сезоне 2003/04. када је одлучујућем сусрету сезоне победио тим Каптола. Током сезоне 2005/06. клуб се пласирао у други круг такмичења ФИБА купа, а био је и водећа екипа А1 Хрватске кошаркашке лиге те се пласирао у завршницу купа. У сезони 2012/13. клуб је испао из А-1 лиге и од наредне сезоне је заиграо у јужној групи А-2 лиге.
Прву прволигашку утакмицу Дубровник је одиграо 16. октобра 2004. У Ријеци је победио Кварнер 78:75. Последњу прволигашку утакмицу одиграо је у Дубровнику 12. маја 2013. Изгубио је од Крижеваца 102:83. Последњи прволигашки погодак за Дубровник (тројка са звуком сирене) постигао је Петар Дубељ.

## Познати играчи
- Марио Хезоња
- Лука Жорић
- Андро Кнего
- Лукша Андрић
- Филип Крушлин